# ダニエル・チョフェニヒ
ダニエル・チョフェニヒ(Daniel Tschofenig、2002年3月28日-)はオーストリア・フィラハ出身のスキージャンプ選手である。

## 経歴
FISカップは2018年7月より参戦するが、このシーズンはポイントが獲得できず、初ポイントは2019年10月のフィラハ大会で獲得した。
2020/21シーズンはコンチネンタルカップラハティ大会に参戦し、19位で初ポイントを獲得、翌年のワールドカップビショフスホーフェン大会で国内枠でデビューし、30位と初ポイントを獲得した。ジュニア世界選手権ラハティ大会では個人4位、団体戦で優勝した。
2021/22シーズンは開幕戦よりワールドカップに出場し、総合25位。ジュニア世界選手権ザコパネ大会では個人、団体、混合団体とも優勝した。
2022/23シーズンはワールドカップレイクプラシド大会で3位となり初表彰台となるなど総合9位。世界選手権プラニツァ大会に初めて代表として選出され、男子団体ラージヒル3位のメンバーとなった。
2023/24シーズンはワールドカップ総合11位であった。
2024/25シーズンはワールドカップヴィスワ大会で初優勝し、ジャンプ週間を優勝2回、3位2回で制し、トータルで8勝をあげワールドカップ総合優勝を果たした。世界選手権トロンハイム大会では男子団体ラージヒル2位のメンバーとなった。

## 主な競技成績

### 世界選手権
- 2023年プラニツァ大会（ スロベニア）
  - 個人ノーマルヒル 14位
  - 個人ラージヒル 12位
  - 男子団体ラージヒル 3位
- 2025年トロンハイム大会（ ノルウェー）
  - 個人ノーマルヒル 21位
  - 個人ラージヒル 9位
  - 男子団体ラージヒル 2位

### ジュニア世界選手権
- 2021年ラハティ大会（ フィンランド）
  - 男子個人 4位
  - 男子団体 1位
- 2022年ザコパネ大会（ ポーランド）
  - 男子個人 1位
  - 男子団体 1位
  - 混合団体 1位

### ワールドカップ
- 優勝8回、2位3回、3位9回（2024/25シーズンまで）

| シーズン | 順位 | ポイント |
| -------- | ---- | -------- |
| 2020/21  | 51.  | 30       |
| 2021/22  | 25.  | 251      |
| 2022/23  | 9.   | 851      |
| 2023/24  | 11.  | 747      |
| 2024/25  | 1.   | 1805     |

### サマーグランプリ
- 優勝1回、3位3回（2024シーズンまで）

| シーズン | 順位 | ポイント |
| -------- | ---- | -------- |
| 2022     | 7.   | 155      |
| 2023     | 8.   | 180      |
| 2024     | 7.   | 186      |

### コンチネンタルカップ
- 通算 優勝1回、2位2回（2021夏シーズン終了時）

| シーズン | 夏   | 夏       | 冬   | 冬       | 通算 | 通算     |
| シーズン | 順位 | ポイント | 順位 | ポイント | 順位 | ポイント |
| -------- | ---- | -------- | ---- | -------- | ---- | -------- |
| 2020/21  | –    | –        | 014. | 00329    | 0.   | 00329    |
| 2021/22  | 06.  | 00283    | –    | –        | 038. | 00283    |